# Phyllogomphoides albrighti
Phyllogomphoides albrighti är en trollsländeart som först beskrevs av James George Needham 1950.  Phyllogomphoides albrighti ingår i släktet Phyllogomphoides och familjen flodtrollsländor. Inga underarter finns listade i Catalogue of Life.